# Four Nations Chess League 2018/19
Die Four Nations Chess League 2018/19 war die 26. Spielzeit der Four Nations Chess League (4NCL).
Guildford A&DC gewann seinen siebten Titel in Folge und setzte sich zum sechsten Mal hintereinander ohne Punktverlust durch. Im Vorjahr waren Manx Liberty, die Celtic Tigers, die Wood Green Monarchs und North East England aufgestiegen. Während Manx Liberty, die Celtic Tigers und die Wood Green Monarchs den Klassenerhalt erreichten, musste North East England zusammen mit Oxford, West is Best und Alba direkt wieder absteigen.
Zu den gemeldeten Mannschaftskadern siehe Mannschaftskader der Four Nations Chess League 2018/19.

## Spieltermine
Die Wettkämpfe fanden statt am 10. und 11. November 2018, 12. und 13. Januar, 9. und 10. Februar, 16. und 17. März sowie vom 4. bis 6. Mai 2019. Die ersten vier Runden wurden in Daventry ausgerichtet, die folgenden Runden in Telford.

## Vorrunde

### Gruppeneinteilung
Die 16 Mannschaften wurden wie folgt in die zwei Vorrunden eingeteilt:
| Pool A                  | Pool B                      |
| ----------------------- | --------------------------- |
| Guildford A&DC I (1)    | Cheddleton (2)              |
| White Rose Chess (3)    | Guildford A&DC II (4)       |
| Wood Green (5)          | Grantham Sharks (7)         |
| Barbican Chess Club (6) | 3Cs (9)                     |
| Oxford (8)              | Blackthorne Russia (10)     |
| West is Best (11)       | Chess.com Manx Liberty (A1) |
| Alba (12)               | Celtic Tigers (A2)          |
| North East England (A4) | Wood Green Monarchs (A3)    |

Anmerkung: In Klammern ist die Vorjahresplatzierung angegeben, ist dieser ein „A“ vorangestellt, so handelt es sich um die Vorjahresplatzierung eines Aufsteigers in der Division 2.

### Pool A
Alle Entscheidungen waren bereits vorzeitig gefallen.

#### Tabelle
| Pl. | Verein                           | Sp | G | U | V | MP   | Brett-P.  |
| --- | -------------------------------- | -- | - | - | - | ---- | --------- |
| 01. | Guildford A&DC I. Mannschaft (M) | 7  | 7 | 0 | 0 | 14:0 | 49,0:7,0  |
| 02. | Wood Green                       | 7  | 5 | 0 | 2 | 10:4 | 38,5:17,5 |
| 03. | Barbican Chess Club              | 7  | 5 | 0 | 2 | 10:4 | 31,0:25,0 |
| 04. | White Rose Chess                 | 7  | 5 | 0 | 2 | 10:4 | 28,5:27,5 |
| 05. | Alba                             | 7  | 1 | 2 | 4 | 4:10 | 21,0:35,0 |
| 06. | North East England (N)           | 7  | 1 | 2 | 4 | 4:10 | 16,5:39,5 |
| 07. | Oxford                           | 7  | 1 | 1 | 5 | 3:11 | 17,5:38,5 |
| 08. | West is Best                     | 7  | 0 | 1 | 6 | 1:13 | 19,5:36,5 |

#### Entscheidungen
|     | Teilnehmer am Championship Pool: Guildford A&DC I. Mannschaft, Wood Green, Barbican Chess Club, White Rose Chess |
|     | Teilnehmer am Demotion Pool: Alba, North East England, Oxford, West is Best                                      |
| (M) | Meister der letzten Saison                                                                                       |
| (N) | Aufsteiger der letzten Saison                                                                                    |

#### Kreuztabelle
| Ergebnisse | Ergebnisse                   | 01. | 02. | 03. | 04. | 05. | 06. | 07. | 07. |
| ---------- | ---------------------------- | --- | --- | --- | --- | --- | --- | --- | --- |
| 01.        | Guildford A&DC I. Mannschaft |     | 5   | 7   | 7   | 7½  | 7½  | 7½  | 7½  |
| 02.        | Wood Green                   | 3   |     | 5½  | 3½  | 6½  | 8   | 7   | 5   |
| 03.        | Barbican Chess Club          | 1   | 2½  |     | 6   | 5   | 6½  | 4½  | 5½  |
| 04.        | White Rose Chess             | 1   | 4½  | 2   |     | 4½  | 6   | 5   | 5½  |
| 05.        | Alba                         | ½   | 1½  | 3   | 3½  |     | 4   | 4   | 4½  |
| 06.        | North East England           | ½   | 0   | 1½  | 2   | 4   |     | 4½  | 4   |
| 07.        | Oxford                       | ½   | 1   | 3   | 1   | 4   | 3½  |     | 4½  |
| 08.        | West is Best                 | ½   | 3   | 2½  | 2½  | 3½  | 4   | 3½  |     |

Anmerkung: Wegen einer kampflosen Niederlage wurde Barbican im Wettkampf gegen Oxford ein halber Brettpunkt abgezogen. Oxford verlor im Wettkampf gegen White Rose zwei Partien kampflos, hierfür wurden ihnen zwei Brettpunkte abgezogen.

### Pool B
Während die ersten drei Plätze bereits nach sechs Runden vergeben waren, fiel die Entscheidung über den letzten Startplatz im Championship Pool erst in der Schlussrunde.

#### Tabelle
| Pl. | Verein                         | Sp | G | U | V | MP   | Brett-P.  |
| --- | ------------------------------ | -- | - | - | - | ---- | --------- |
| 01. | Chess.com Manx Liberty (N)     | 7  | 7 | 0 | 0 | 14:0 | 38,5:17,5 |
| 02. | Cheddleton and Leek Chess Club | 7  | 6 | 0 | 1 | 12:2 | 40,5:15,5 |
| 03. | Guildford A&DC II. Mannschaft  | 7  | 4 | 1 | 2 | 9:5  | 34,0:22,0 |
| 04. | Blackthorne Russia             | 7  | 1 | 3 | 3 | 5:9  | 26,0:30,0 |
| 05. | 3Cs                            | 7  | 2 | 1 | 4 | 5:9  | 24,0:32,0 |
| 06. | Celtic Tigers (N)              | 7  | 2 | 1 | 4 | 5:9  | 21,5:34,5 |
| 07. | Wood Green Monarchs (N)        | 7  | 2 | 0 | 5 | 4:10 | 19,0:37,0 |
| 08. | Grantham Sharks                | 7  | 0 | 2 | 5 | 2:12 | 20,5:35,5 |

#### Entscheidungen
|     | Teilnehmer am Championship Pool: Chess.com Manx Liberty, Cheddleton and Leek Chess Club, Guildford A&DC II. Mannschaft, Blackthorne Russia |
|     | Teilnehmer am Demotion Pool: 3Cs, Celtic Tigers, Wood Green Monarchs, Grantham Sharks                                                      |
| (N) | Aufsteiger der letzten Saison |

#### Kreuztabelle
| Ergebnisse | Ergebnisse                     | 01. | 02. | 03. | 04. | 05. | 06. | 07. | 08. |
| ---------- | ------------------------------ | --- | --- | --- | --- | --- | --- | --- | --- |
| 01.        | Chess.com Manx Liberty         |     | 4½  | 5   | 6   | 4½  | 7½  | 5   | 6   |
| 02.        | Cheddleton and Leek Chess Club | 3½  |     | 5½  | 5   | 7½  | 6   | 7   | 6   |
| 03.        | Guildford A&DC II. Mannschaft  | 3   | 2½  |     | 4   | 7   | 5½  | 6½  | 5½  |
| 04.        | Blackthorne Russia             | 2   | 3   | 4   |     | 4   | 3½  | 5½  | 4   |
| 05.        | 3Cs                            | 3½  | ½   | 1   | 4   |     | 3½  | 6   | 5½  |
| 06.        | Celtic Tigers                  | ½   | 2   | 2½  | 4½  | 4½  |     | 3½  | 4   |
| 07.        | Wood Green Monarchs            | 3   | 1   | 1½  | 2½  | 2   | 4½  |     | 4½  |
| 08.        | Grantham Sharks                | 2   | 2   | 2½  | 4   | 2½  | 4   | 3½  |     |

## Endrunde

### Championship Pool
Der Titelverteidiger Guildford A&DC setzte sich am Ende klar ab.

#### Tabelle
| Pl. | Verein                           | Sp | G | U | V | MP   | Brett-P.  |
| --- | -------------------------------- | -- | - | - | - | ---- | --------- |
| 01. | Guildford A&DC I. Mannschaft (M) | 7  | 7 | 0 | 0 | 14:0 | 45,5:10,5 |
| 02. | chess.com Manx Liberty (N)       | 7  | 5 | 0 | 2 | 10:4 | 34,0:22,0 |
| 03. | Cheddleton and Leek Chess Club   | 7  | 5 | 0 | 2 | 10:4 | 32,0:24,0 |
| 04. | White Rose Chess                 | 7  | 3 | 0 | 4 | 6:8  | 23,5:32,5 |
| 05. | Guildford A&DC II. Mannschaft    | 7  | 2 | 2 | 3 | 6:8  | 23,0:33,0 |
| 06. | Wood Green                       | 7  | 2 | 1 | 4 | 5:9  | 26,5:29,5 |
| 07. | Barbican Chess Club              | 7  | 2 | 0 | 5 | 4:10 | 21,0:35,0 |
| 08. | Blackthorne Russia               | 7  | 0 | 1 | 6 | 1:13 | 17,5:38,5 |

#### Entscheidungen
|     | Britischer Meister: Guildford A&DC I. Mannschaft |
| (M) | Meister der letzten Saison                       |
| (N) | Aufsteiger der letzten Saison                    |

#### Kreuztabelle
| Ergebnisse | Ergebnisse                     | 01. | 02.  | 03.  | 04.  | 05.  | 06.  | 07.  | 08. |
| ---------- | ------------------------------ | --- | ---- | ---- | ---- | ---- | ---- | ---- | --- |
| 01.        | Guildford A&DC I. Mannschaft   |     | 6    | 6½   | (7)  | 7½   | (5)  | (7)  | 6½  |
| 02.        | chess.com Manx Liberty         | 2   |      | (4½) | 3½   | (5)  | 6½   | 6½   | (6) |
| 03.        | Cheddleton and Leek Chess Club | 1½  | (3½) |      | 5½   | (5½) | 4½   | 7½   | (5) |
| 04.        | White Rose Chess               | (1) | 4½   | 2½   |      | 3½   | (4½) | 2    | 5½  |
| 05.        | Guildford A&DC II. Mannschaft  | ½   | (3)  | (2½) | 4½   |      | 4    | 4½   | (4) |
| 06.        | Wood Green                     | (3) | 1½   | 3½   | (3½) | 4    |      | (5½) | 5½  |
| 07.        | Barbican Chess Club            | (1) | 1½   | ½    | (6)  | 3½   | (2½) |      | 6   |
| 08.        | Blackthorne Russia             | 1½  | (2)  | (3)  | 2½   | (4)  | 2½   | 2    |     |

Anmerkungen:
- Eingeklammerte Ergebnisse sind aus der Vorrunde übernommen.

### Demotion Pool
Vor der letzten Runde hatten 3Cs und die Wood Green Monarchs den Klassenerhalt gesichert, während die Entscheidung über die Absteiger erst in der Schlussrunde fiel.

#### Tabelle
| Pl. | Verein                  | Sp | G | U | V | MP   | Brett-P.  |
| --- | ----------------------- | -- | - | - | - | ---- | --------- |
| 09. | 3Cs                     | 7  | 5 | 0 | 2 | 10:4 | 36,0:20,0 |
| 10. | Wood Green Monarchs (N) | 7  | 5 | 0 | 2 | 10:4 | 30,0:26,0 |
| 11. | Grantham Sharks         | 7  | 4 | 1 | 2 | 9:5  | 31,5:24,5 |
| 12. | Celtic Tigers (N)       | 7  | 3 | 2 | 2 | 8:6  | 28,0:28,0 |
| 13. | Oxford                  | 7  | 3 | 1 | 3 | 7:7  | 25,5:30,5 |
| 14. | West is Best            | 7  | 1 | 2 | 4 | 4:10 | 25,0:31,0 |
| 15. | North East England (N)  | 7  | 1 | 2 | 4 | 4:10 | 24,0:32,0 |
| 16. | Alba                    | 7  | 1 | 2 | 4 | 4:10 | 22,5:33,5 |

#### Entscheidungen
|     | Absteiger in die Division 2: Oxford, West is Best, North East England, Alba |
| (N) | Aufsteiger der letzten Saison                                               |

#### Kreuztabelle
| Ergebnisse | Ergebnisse          | 09.  | 10.  | 11.  | 12.  | 13.  | 14.  | 15.  | 16.  |
| ---------- | ------------------- | ---- | ---- | ---- | ---- | ---- | ---- | ---- | ---- |
| 09.        | 3Cs                 |      | (6)  | (5½) | (3½) | 6    | 3½   | 5½   | 6    |
| 10.        | Wood Green Monarchs | (2)  |      | (4½) | (4½) | 2½   | 5    | 5½   | 6    |
| 11.        | Grantham Sharks     | (2½) | (3½) |      | (4)  | 6    | 5½   | 4½   | 5½   |
| 12.        | Celtic Tigers       | (4½) | (3½) | (4)  |      | 3½   | 4    | 4    | 4½   |
| 13.        | Oxford              | 1½   | 5½   | 2    | 4½   |      | (4½) | (3½) | (4)  |
| 14.        | West is Best        | 4½   | 3    | 2½   | 4    | (3½) |      | (4)  | (3½) |
| 15.        | North East England  | 2½   | 2½   | 3½   | 3    | (4½) | (4)  |      | (4)  |
| 16.        | Alba                | 2    | 2    | 2½   | 3½   | (4)  | (4½) | (4)  |      |

Anmerkungen:
- Eingeklammerte Ergebnisse sind aus der Vorrunde übernommen.
- Wegen je einer kampflosen Niederlage wurde Oxford im Wettkampf gegen 3Cs ein halber Brettpunkt und den Celtic Tigers im Wettkampf gegen North East England ein Brettpunkt abgezogen.

## Die Meistermannschaft
| 1.            | Guildford A&DC |
| Schachfiguren | Michael Adams, Matthew Sadler, Étienne Bacrot, Gawain Jones, Luke McShane, Hou Yifan, Laurent Fressinet, Romain Édouard, Jorden van Foreest, Vojtěch Plát, Nicholas Pert, Jean-Pierre Le Roux, Adrien Demuth, Elisabeth Pähtz, Mark Hebden, Sophie Milliet. |